# مملكة الفراشة
مملكة الفراشة هي رواية للكاتب الروائي الجزائري واسيني الأعرج نشرت عام 2013، وتوجت بجائزة كتارا للرواية العربية عن فئة الروايات المنشورة 2015.

## حولها
"مملكة الفراشة"، تعتبر واحدة من أهم أعمال واسيني الأعرج. صدرت عام 2013 وحققت شهرة واسعة في الأوساط الجزائرية والعربية. الكتاب حقق مبيعات كبيرة وفاز بجائزة كتارا للرواية العربية في عام 2015. تدور أحداث الرواية حول الحرب الأهلية في الجزائر في بدايات القرن الواحد والعشرين، وتركز على بيت جزائري ومجموعة من الأصدقاء والتأثيرات الاجتماعية للحرب. تقدم الرواية رؤية لتاريخ الجزائر وثقافتها من خلال قصة معينة، مما جعلها تحظى بإعجاب القراء وتحقق مبيعات ناجحة.
« لا أحتاج شيئًا خارقًا، فقط قهوة معك وبعض الراحة لأقول لك الرماد الذي في داخلي، والشموس التي لا تحتاج إلا ليد ناعمة تزيح عنها غيمة الخوف.» - رواية مملكة الفراشة - واسيني الأعرج

« الحب عندما يصبح انتظاراً دائماً يخسر عمقه ويصبح مرضاً لا يدري أن امرأة تحب رجلاً تحتاج فقط إلى أن تمد رأسها على صدره وتنام قليلاً، ولا تطلب منه أكثر من ذلك. » - رواية مملكة الفراشة - واسيني الأعرج

## القصة
في عمق رواية "مملكة الفراشة" تُعرض لنا قصة تنسجم مع تحولات العالم العربي في بدايات القرن الحادي والعشرين. تبدأ السرد بتقديم أفراد العائلة: "ماريا" التي اختارت المنفى نحو مدن الشمال، وأختها "ياما" التي انغمست في العزلة الافتراضية مع فاوست، الصديق الافتراضي. يظهر الأخ "رايان" ومعركته مع إدمان المخدرات، والدهم "زبير" الذي يختبر مصيره على يد مافيا الأدوية، والأم "فريجة" التي تكتب رغم الظروف الصعبة.
يتناول السرد التحديات التي تواجه العائلة في ظل الحروب الظاهرة والخفية، حيث يتلاقى مصيرهم مع العزلة التي تفرضها الظروف القاسية. يظهر الخوف والترقب في المجتمع الذي يعيش فيه هؤلاء الأفراد، وكيف يتعاملون معها بطرق مختلفة. يتبين أنهم لم يختاروا مصائرهم القاسية، بل فُرضت عليهم.
تتقاطع حيواتهم مع الحرب الصامتة التي تستمر في الظل، حيث تكشف الرواية عن تأثيراتها على النفسيات والعلاقات الاجتماعية. تبرز لحظات من التوتر والأمل، وفي ذلك السياق، تأتي الفراشات التي تحلق كرمز للصمود والحياة رغم الأوضاع الصعبة.
تشير الرواية إلى أهمية التصدي للتحديات والبحث عن الأمل في ظل العزلة والحروب. يتميز السرد بغنى الأحداث وعمق التفاصيل، مما يجعل "مملكة الفراشة" لوحة فنية تستعرض الصراعات والأمل في قلب الظروف الصعبة.

## الشخصيات

### شخصيات رئيسية
1. ياما مارغريت: بطلة الرواية، عازفة كلارينات في فرقة ديبو جاز، وهي محبة للموسيقى والأدب.
2. سي الزبير أو زوربا: والد ياما، خبير صيدلاني يعمل في صناعة الأدوية، يتميز بقيم ومبادئ قوية.
3. فيرجي: والدة ياما، معلمة للغة الفرنسية، تتعرض لمضايقات بسبب تدريسها اللغة، تتوقف عن التدريس بعد مقتل زوجها.

### شخصيات ثانوية
1. فادي: مؤلف ومخرج مسرحي، يمثل المثقفين الذين فقدوا سلطتهم الأدبية.
2. كوزيت (ماريا):  أخت ياما، هاجرت إلى مونتريال بعد تجميد عواطفها نحو بلدها.
3. رايان: شقيق ياما، يعاني من صدمة نفسية بعد مشاهدته قتل صديقه أمامه، يصبح مدمنًا على الأقراص المهدئة.
4. البروفيسور عمي جواد: شخصية مساعدة لرايان في معالجته نفسيًا.

تتداخل حياتهم في سياق الرواية، وتظهر التحديات والمشاكل التي يواجهونها في ظل الحروب والظروف الصعبة.

## جوائز
توجت الرواية بجائزة كتارا للرواية العربية في فئة "الروايات المنشورة" 2015

## دراسات ومقالات حول الرواية
- البعد الثقافي في رواية مملكة الفراشة لواسيني الأعرج،حمراني، ليلى (31 ديسمبر 2022). [8]
- جدلية الواقع والفن في رواية مملكـة الفراشة" لواسيني الأعرج،آسية، متلف (1 يونيو 2017).[9]
- بناء المفارقة الدّراميّة في رواية ( مملكة الفراشة) لواسيني الأعرج،سبقاق، صليحة؛ بن قرماز، صابرة (21 ديسمبر 2021)[10]
- بنية الزمــن في روايـة مملكة الفراشة لواسيني الأعرج،بوهلالــة, أمحمد (5 Jul 2018)[11]
- بناء الزَّمن في رواية " مملكة الفراشة" لواسيني الأعرج،سليمان، لبشيري (1 ديسمبر 2018).[12]
- الأنا في رواية مملكة الفراشة لواسيني الأعرج،العماري، امحمد (31 ديسمبر 2017)[13]
- التشخيص التناصي في رواية "مملكة الفراشة" لواسيني الأعرج،زوليخة، حنطابلي (1 ديسمبر 2016).[14]
- شعريّة الإهداء في الرواية الواسينيّة : رواية مملكة الفراشات أنموذجا،عثماني، بولرباح (15 مارس 2020).[15]
- جمالية التجريب في رواية مملكة الفراشة للروائي واسيني الأعرج،قط، مروان؛ مختاري، فاطمة (24 ديسمبر 2022).[16]
- حوار الفن الموسيقي والتشكيل السردي في رواية مملكة الفراشة لواسيني الأعرج: دراسة سيميائية،دريدي، فريدة (8 أكتوبر 2022).[17]
- غواية السرد وجمالية تداخل الأجناس الأدبية في الرواية الجزائرية المعاصرة قراءة في رواية مملكة الفراشة لواسيني الأعرج،بلعباسي، محمد؛ متلف، آسية (4 نوفمبر 2021).[18]
- شعرية التجنيس وتراسل الفنون لدى واسيني الأعرج رواية مملكة الفراشة أنموذجا،بــوهلالــة، أمحمد (1 يونيو 2021).[19]
- أثر التعدد اللغوي على تنوع الأنساق الثقافية في الجزائر – رواية مملكة الفراشة أنموذجا،شعلان، سارة؛ حليم، رشيد (21 مايو 2021).[20]
- تضايف اللغة والهوية في رواية مملكة الفراشة لواسيني الأعرج -مقاربة ثقافية،سماعل، وهيبة؛ رايس، رشيد (31 ديسمبر 2017).[21]